# Risdam-Noord
De Risdam-Noord is een wijk in de gemeente Hoorn en ligt in het dorp Zwaag.
In 1971 nam de bouw een aanvang; de laatste woningen in Risdam-Noord stammen uit eerste helft van de jaren 80.
De naam Risdam stamt af van de naam Rijsdam, een historische waterloop langs het Keern. Ook het noordelijke deel van het Keern zelf werd vroeger Rijsdam genoemd. De naam Keern is ontleend aan de vlucht van de Kennemers, die na een aanval op de stad (die partij gekozen had voor Filips van Bourgondië) tot Wognum achtervolgd werden. Een ander historische element in de wijk wordt gevormd door de Medemblikkertrekvaart, die dwars door de wijk loopt.
De wijk heeft een eigen klein winkelcentrum (de Korenbloem) en een sporthal De Opgang genaamd. In 2010 is het dak daarvan vernieuwd, omdat in de dakleien asbest aangetroffen werd.
Ook heeft ze via de Westfrisiaweg een eigen aansluiting op de A7 (uitrit Hoorn-Noord).
Binnenstad · Grote Waal · Hoorn 80 · Hoorn-Noord · Kersenboogerd-Noord · Kersenboogerd-Zuid · Nieuwe Steen · Risdam-Noord · Risdam-Zuid · Bangert en Oosterpolder · Venenlaankwartier · Westerblokker · Zwaag